# Jindřich (Indra) Schmidt
Jindřich (Indra) Schmidt ch. Jindřich «Jindra» Schmidt  (Račice nad Trotinou, 24 de junio de 1897 - Praga, 12 de marzo de 1984) fue un pintor checo, grabador, autor de una serie de grabados de billetes checoslovacos y sellos postales de la ex Checoslovaquia, el Protectorado de Bohemia y Moravia, y algunos otros países.
- Datos: Q4525702
- Multimedia: Jindřich Schmidt / Q4525702